# Baronesa (Osasco)

Vista aera do bairro Baronesa

Localização do bairro Baronesa em Osasco

Baronesa é um bairro localizado em Osasco, São Paulo, Brasil. Sendo delimitado ao norte pelos bairros 
Bonança e Distrito Industrial Anhanguera; a leste pelo bairro Distrito Industrial Mazzei; ao sul pelo bairro Aliança; a oeste pelos bairros Portal D'Oeste e Helena Maria. Os seus loteamentos são: Jardim Baronesa; Jardim Bonança; Jardim Bonança I; Jardim Bonança II (parte).

## Formação
BAIRRO RESIDENCIAL, iniciou-se após a emancipação de Osasco. 
Com lotes vendidos do antigo Sítio Baronesa. 

## Principais vias
- Rua Cecília de Souza Ferreira
- Rua Cristo Rei
- Rua Osmar de Souza Ferreira
- Rua Dorival Seabra
- Rua Luiz Gatti
- Rua Duque Ellington
- Avenida Presidente Médici
- Avenida João Ventura dos Santos[2][1]

## Educação
- Creche Rosa Broseghini
- Mercado Municipal Hiraku Yamato
- EMEI Professora Sônia Maria de Almeida Fernandes
- EMEF Doutor Francisco Manoel Lumbrales de Sá Carneiro
- EE Professor Dr. Luis Lustosa da Silva[1]

## Esportes
- Ginásio de Esportes Henrique Alves de Moraes[1]

## Saúde
- UBS José Sabino Ferreira[1]

## Dados da segurança pública do bairro
| Ocorrências de 2004           | Números | Porcentagem % |
| ----------------------------- | ------- | ------------- |
| Homicídio doloso              | 3       | 1,79          |
| Tentativa de homicídio doloso | 3       | 1,79          |
| Encontro de cadáver           | 1       | 0,60          |
| Corrupção de menores          | 1       | 0,60          |
| Tráfico de entorpecentes      | 1       | 0,60          |
| Furto                         | 51      | 30,36         |
| Roubo                         | 87      | 51,79         |
| Roubo de veículos             | 8       | 4,76          |
| Furto de veículos             | 13      | 7,74          |
| Total Ocorrências             | 168     | 100,0         |

Fonte - Secretaria de Gestão Estratégica – Pesquisa - 2005